# Pila-Canale
Pila-Canale (in corso Pila è Canali) è un comune francese di 284 abitanti situato nel dipartimento della Corsica del Sud nella regione della Corsica.
Nel comune si trova il ponte di Calzola.

## Società

### Evoluzione demografica
Abitanti censiti